# Улица Сакко и Ванцетти (Воронеж)
Улица Сакко и Ванцетти — улица в исторической части Воронежа (Центральный район), проходит, параллельно берегу Воронежского водохранилища, от Кавалерийской улицы до улицы Степана Разина. Протяжённость улицы около полутора километров.

## История

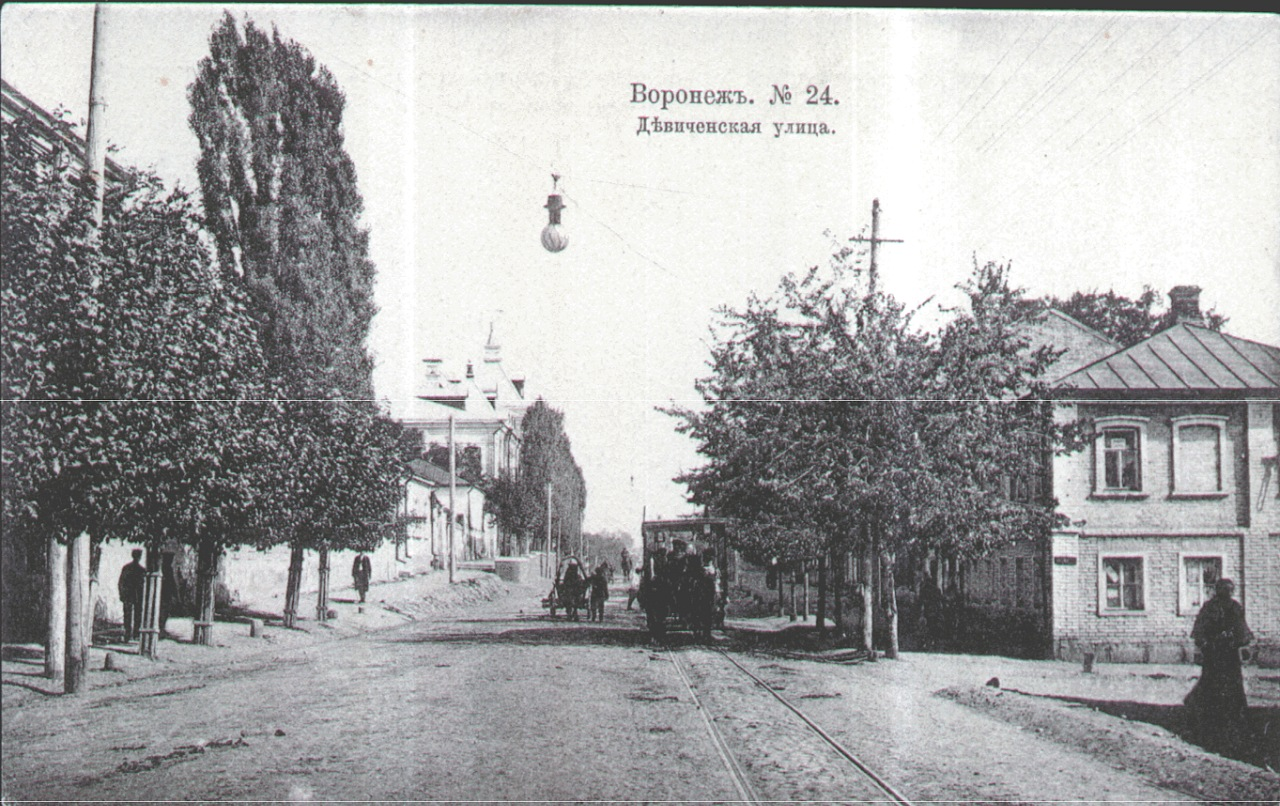
Девиченская улица

Начала складываться в 1760-х — первой половине 1770-х годов по территории Акатова предместья, завершена в 1770—1780-х годах согласно регулярному плану, разработанному для Воронежа после катастрофического пожара 1773 года. Историческое название Большая Девиченская (Девиченская) по соседнему Покровскому Девичьему монастырю.
Современное название было дано улице 18 октября 1927 года в память об участниках рабочего движения в США американцах итальянского происхождения Сакко и Ванцетти, казнённых 23 августа 1927 года по приговору суда. За судебным процессом над рабочими в Воронеже следили, в городе в день приведения приговора в исполнение были организованы траурные митинги, в конце дня — многолюдная демонстрация.
С конца XVIII века (ещё до пожара 1773 года) на улице работали различные начальные учебные заведения (солдатская школа, Воронежское главное народное училище, уездное училище), в 1820-е годы здесь учился А. В. Кольцов. На участке бывшей усадьбы воронежского губернатора А. Б. Сонцова на Большой Девиченской улице (современный адрес д. 102) в 1822 году на базе народного училища была открыта губернская гимназия, она работала здесь до 1853 года. После перевода гимназии на Большую Московскую улицу её здание заняла учительская семинария. Уездное училище было преобразовано в городское четырёхклассное, а затем — в высшее начальное училище, здесь учился будущий писатель Андрей Платонов, железнодорожную школу № 1 (д. 72) окончил Герой Советского Союза И. И. Дмитриев.
Улица проходила мимо двух рынков — Девичьего и Попова.
С началом XX века деловая и общественная жизнь постепенно переместилась с этой улицы на Большую Дворянскую улицу (ныне — проспект Революции).
Во время боев за город в годы Великой Отечественной войны застройка улицы серьёзно пострадала

## Достопримечательности
д. 9 — Жилой дом

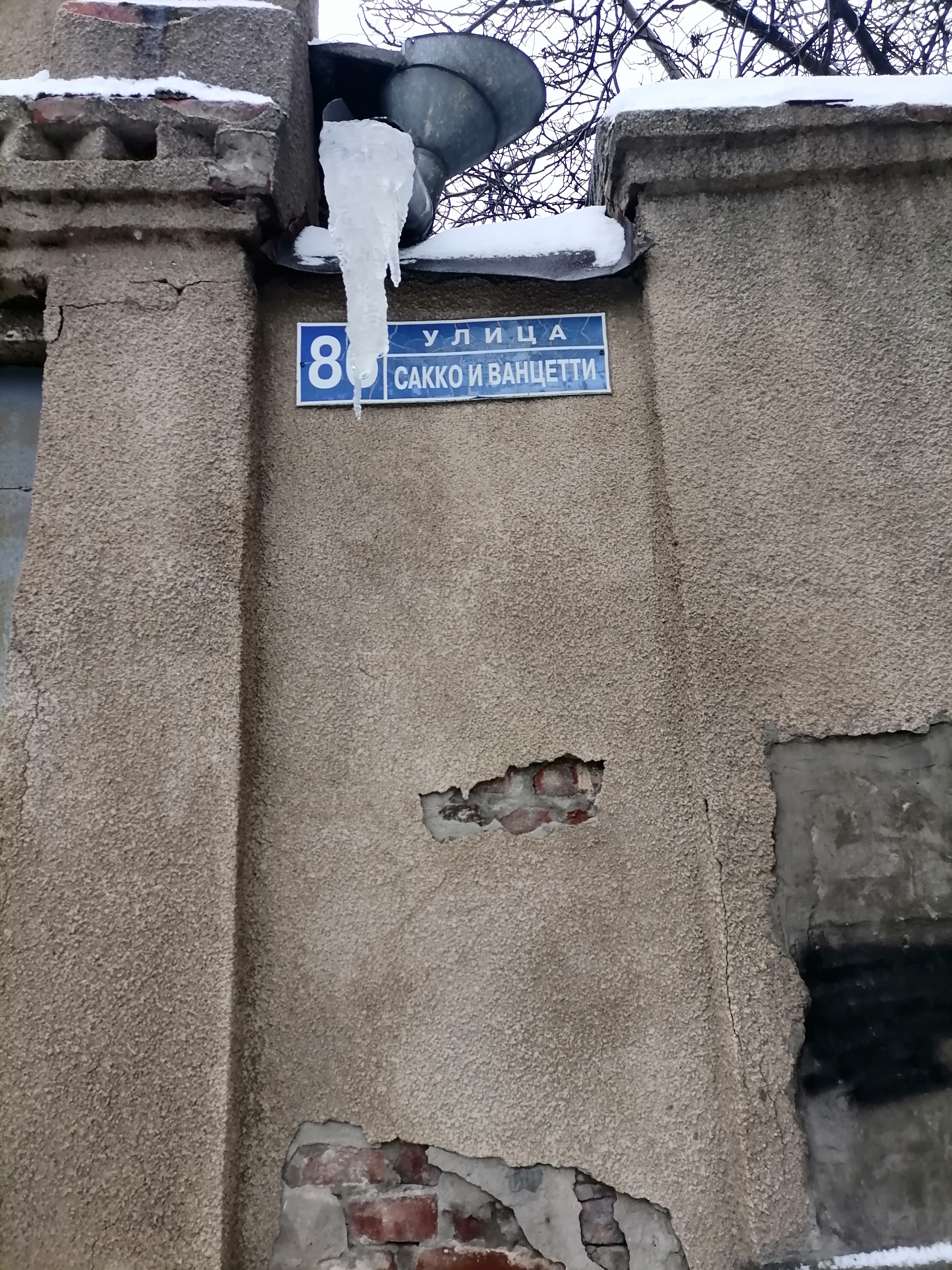

д. 38 — Дом историка Г. М. Веселовского
д. 47 — Жилой дом с флигелем
д. 50 — Жилой дом О. И. Пресняковой
д. 53 — Жилой дом В. С. Захарова
д. 58 — Дом Хрщановичей
д. 61 — Дом Аристовых
д. 62 — Дом мещанина Н. А. Перегудова (здание первого воронежского кинотеатра «Гелиос»)
д. 66 — Ворота в стиле модерн
д. 72 — Место, где находилось здание Воронежского главного народного училища (ныне — Воронежский государственный университет инженерных технологий)
д. 73 — Музей афористики Аркадия Давидовича
д. 75 — Дом Я. П. Рябоконева
д. 76 — Дом кантонистов
д. 77 — Гостиница Годлевского
д. 80 — Здание, где в годы Великой Отечественной войны находился штаб юго-западного фронта / прежде — Общежитие Духовной семинарии (здание известно также как дом Халютина)
д. 86-88 — Усадьба Гардениной
д. 87 — Усадьба Ремесленной управы
д. 87А — Флигель, в котором находился первый горком комсомола
д. 93 — Городское полицейское управление
д. 102 — Усадьба А. Б. Сонцова (гимназия), мемориальные доски А. Н. Афанасьеву и Н. И. Костомарову, В. А. Жуковскому
д. 104 — Дом Н. В. Архангельской, ныне — Воронежский детский театр

## Известные жители
д. 72 — Д. И. Халютин (мемориальная доска)

## Галерея

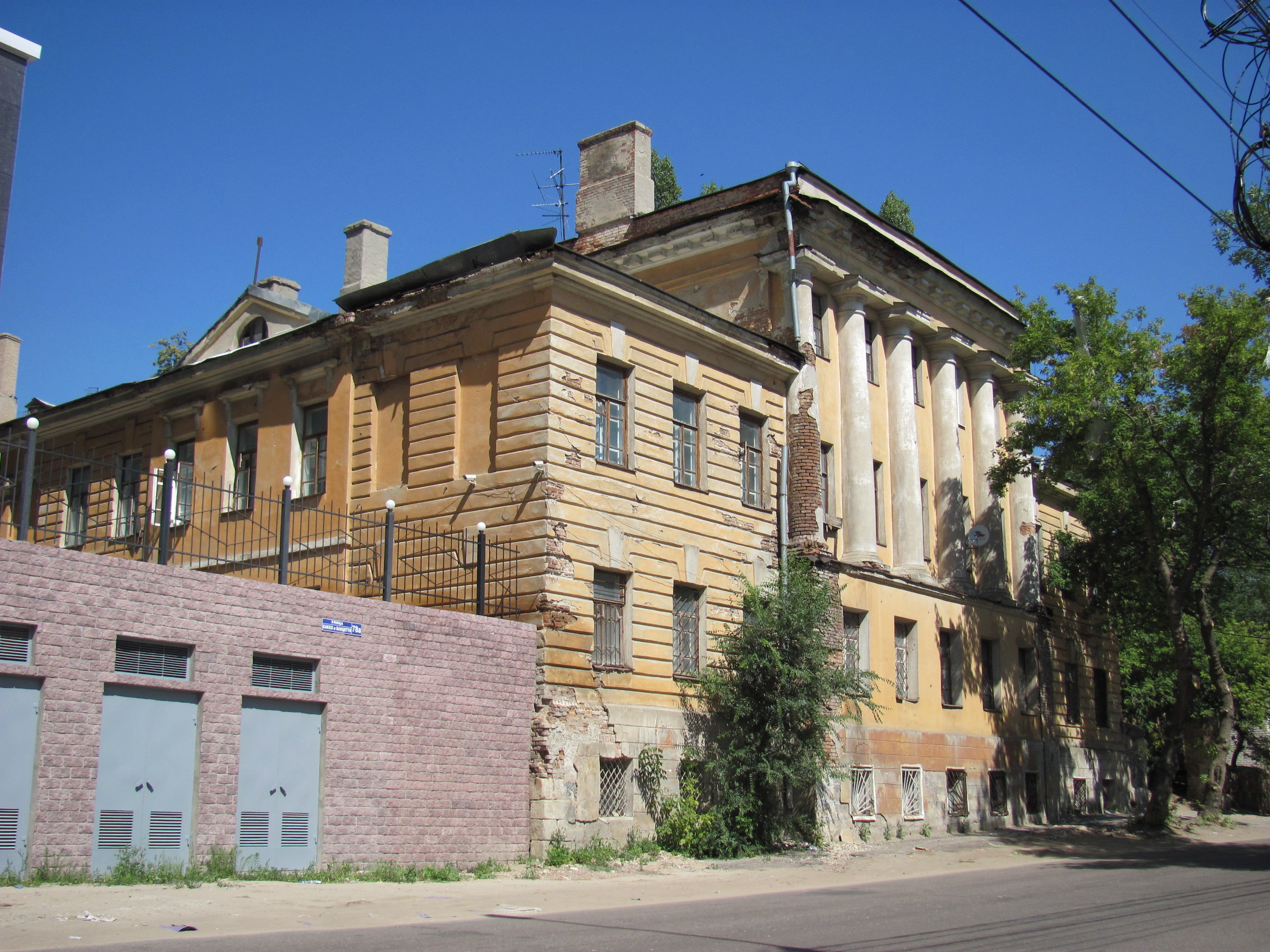
Дом кантонистов
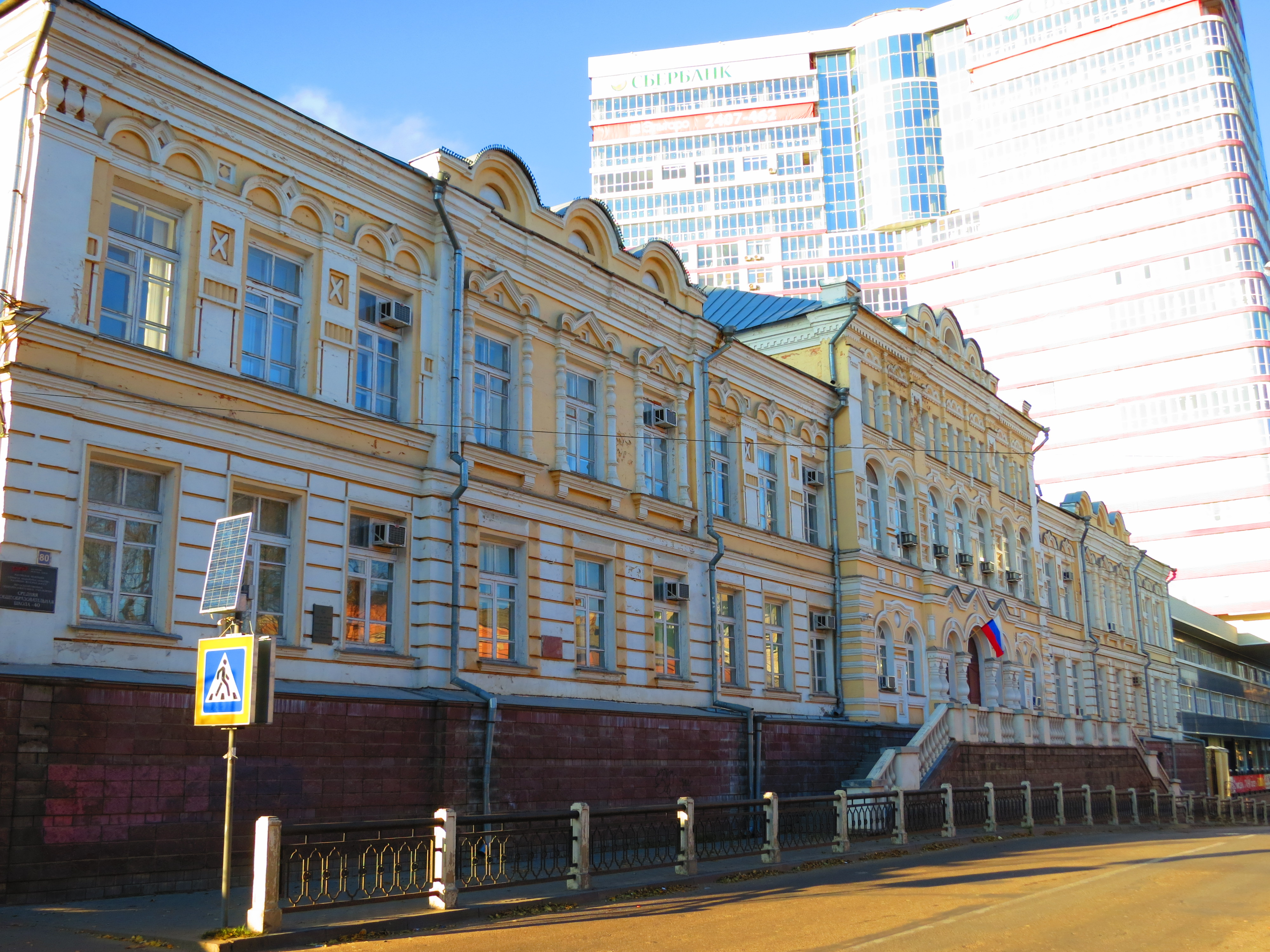
Общежитие Духовной семинарии
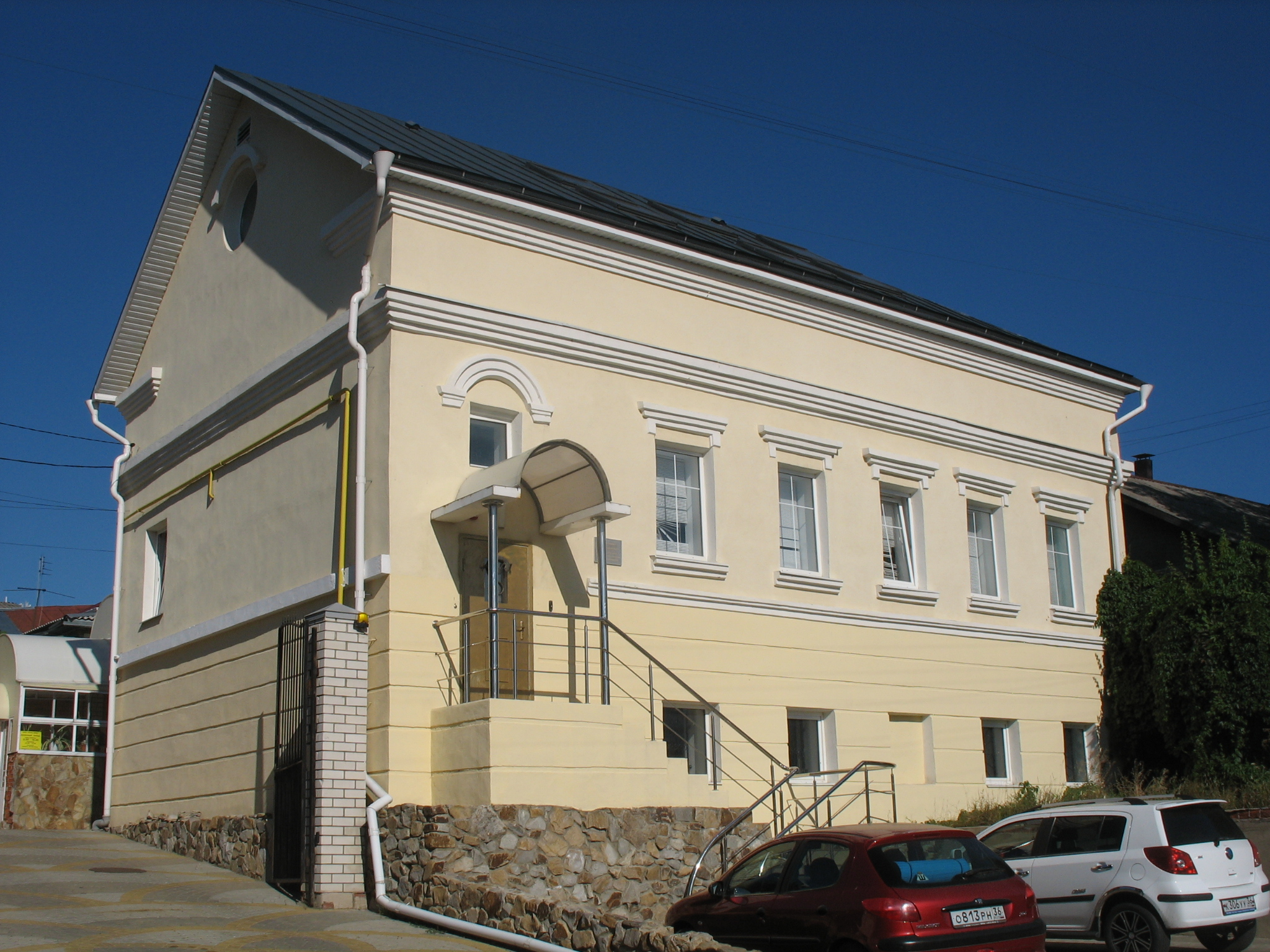
д. 38. Дом историка Г. М. Веселовского
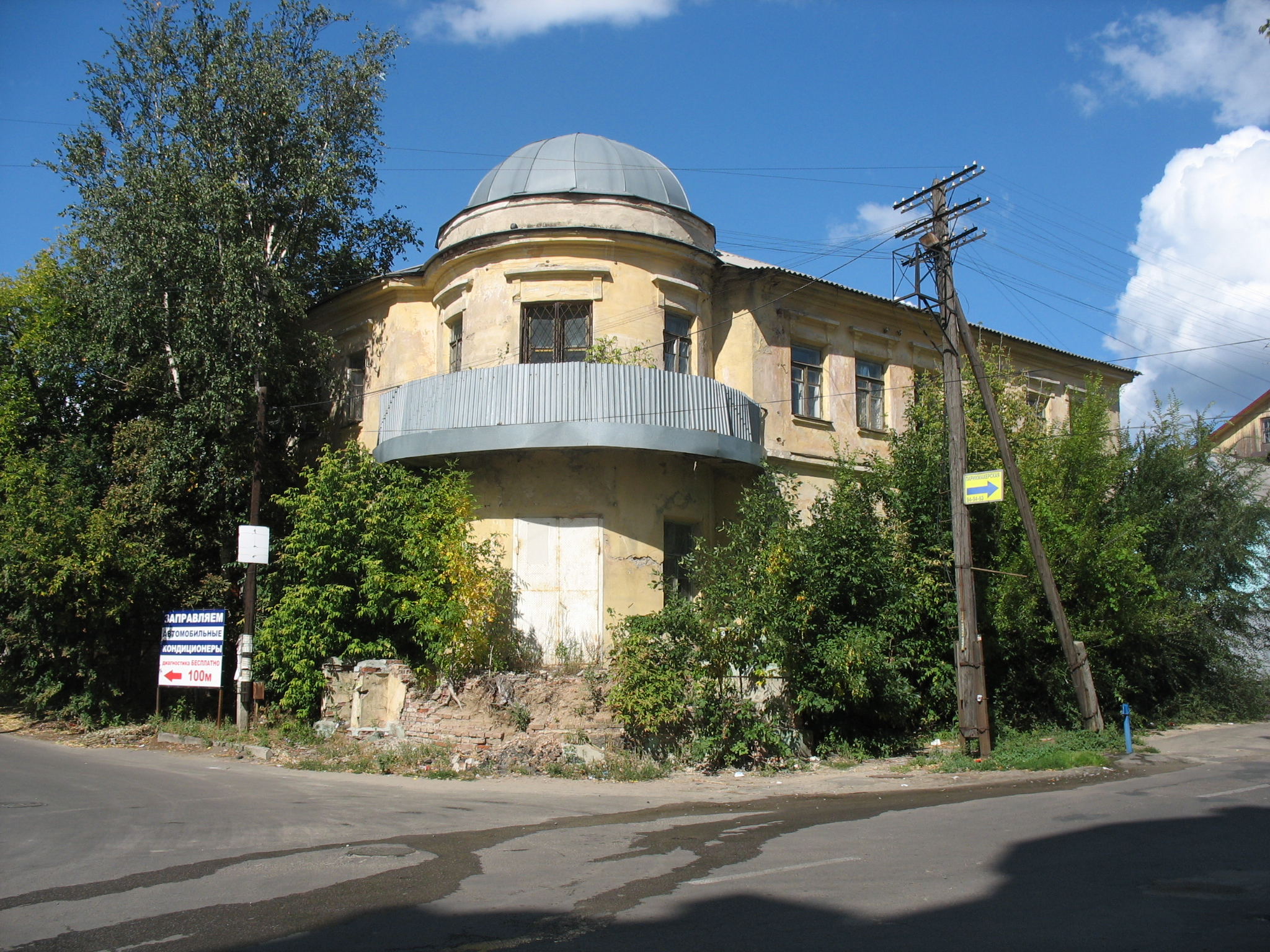
д. 50. Жилой дом О. И. Пресняковой
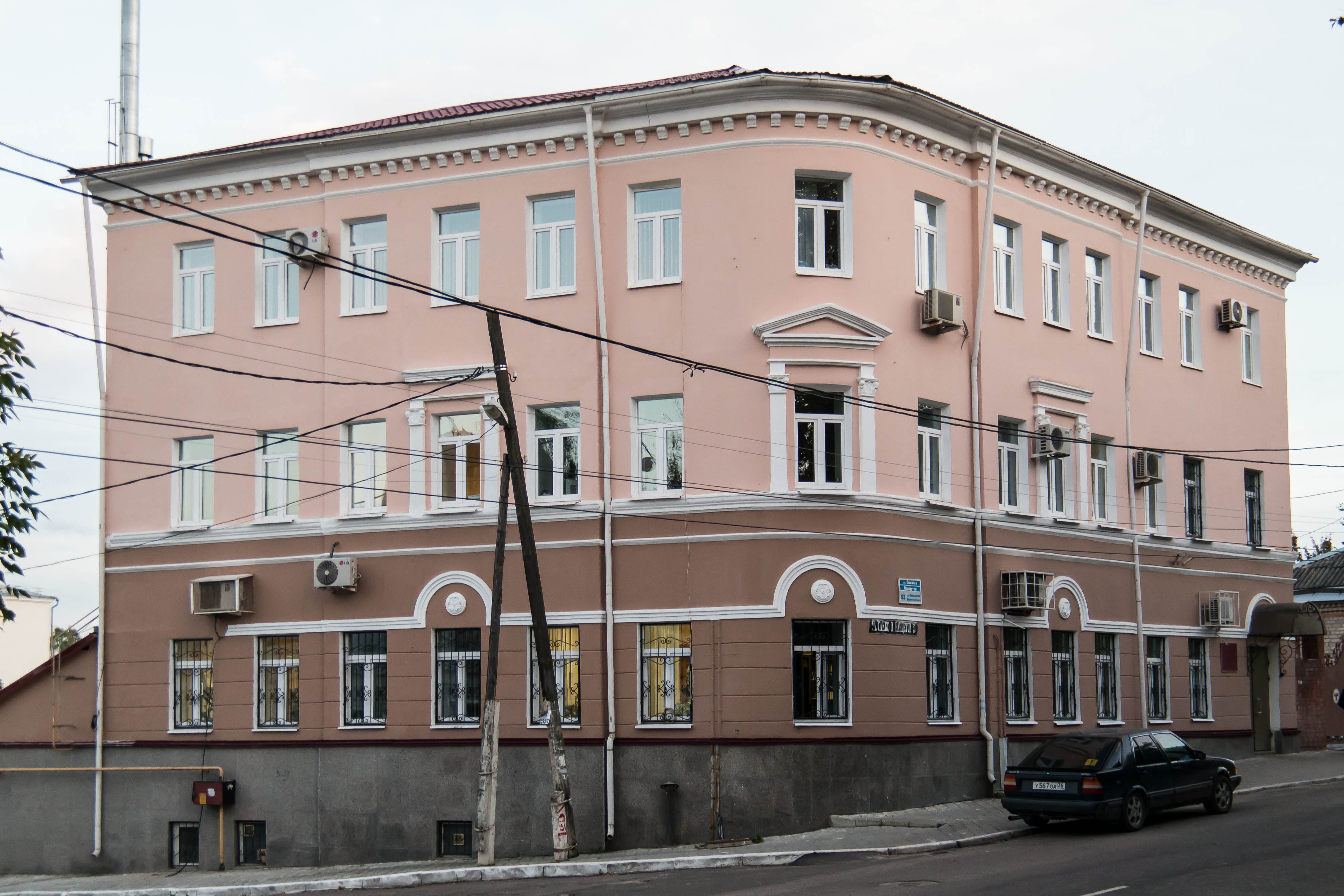
д. 53
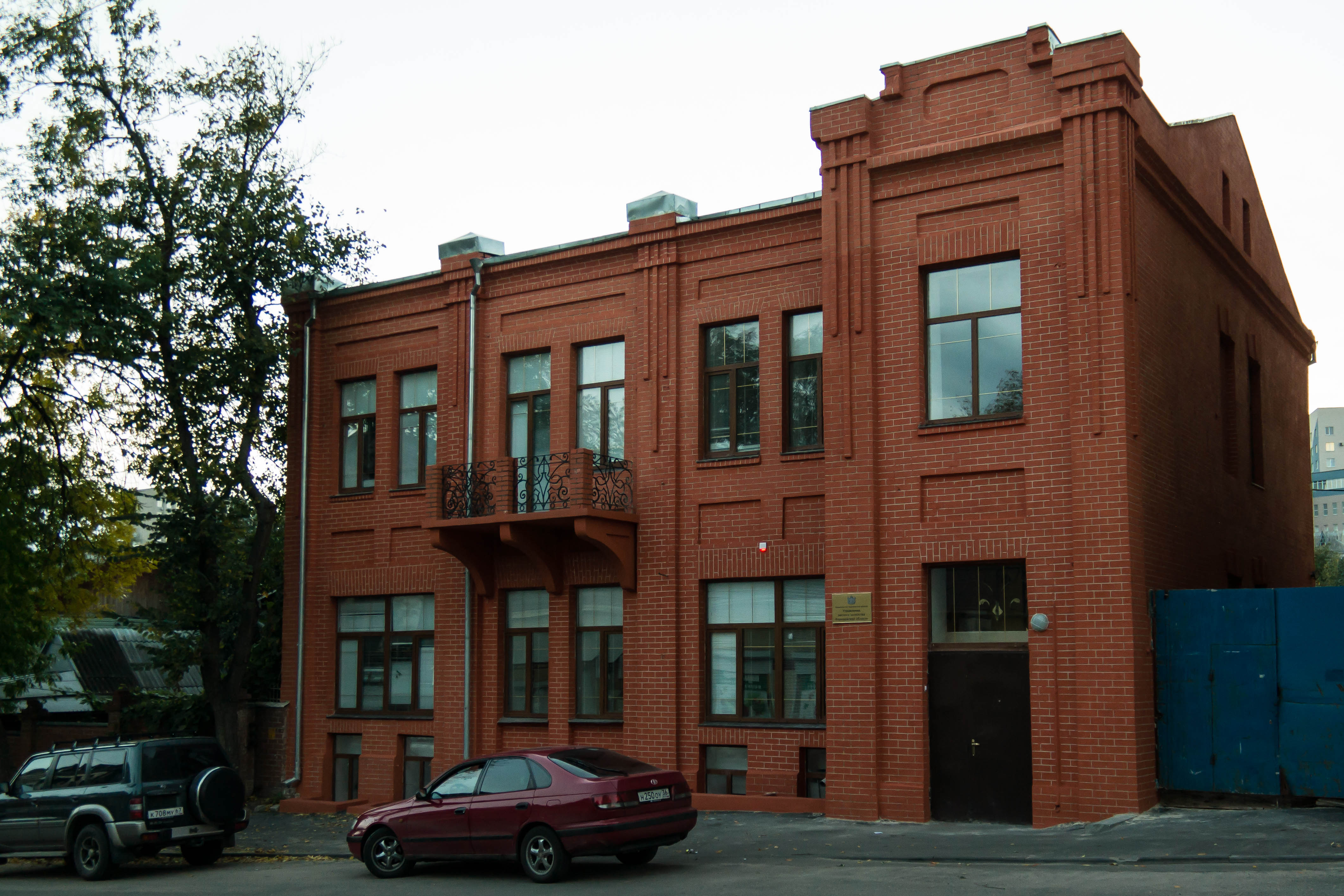
д. 58
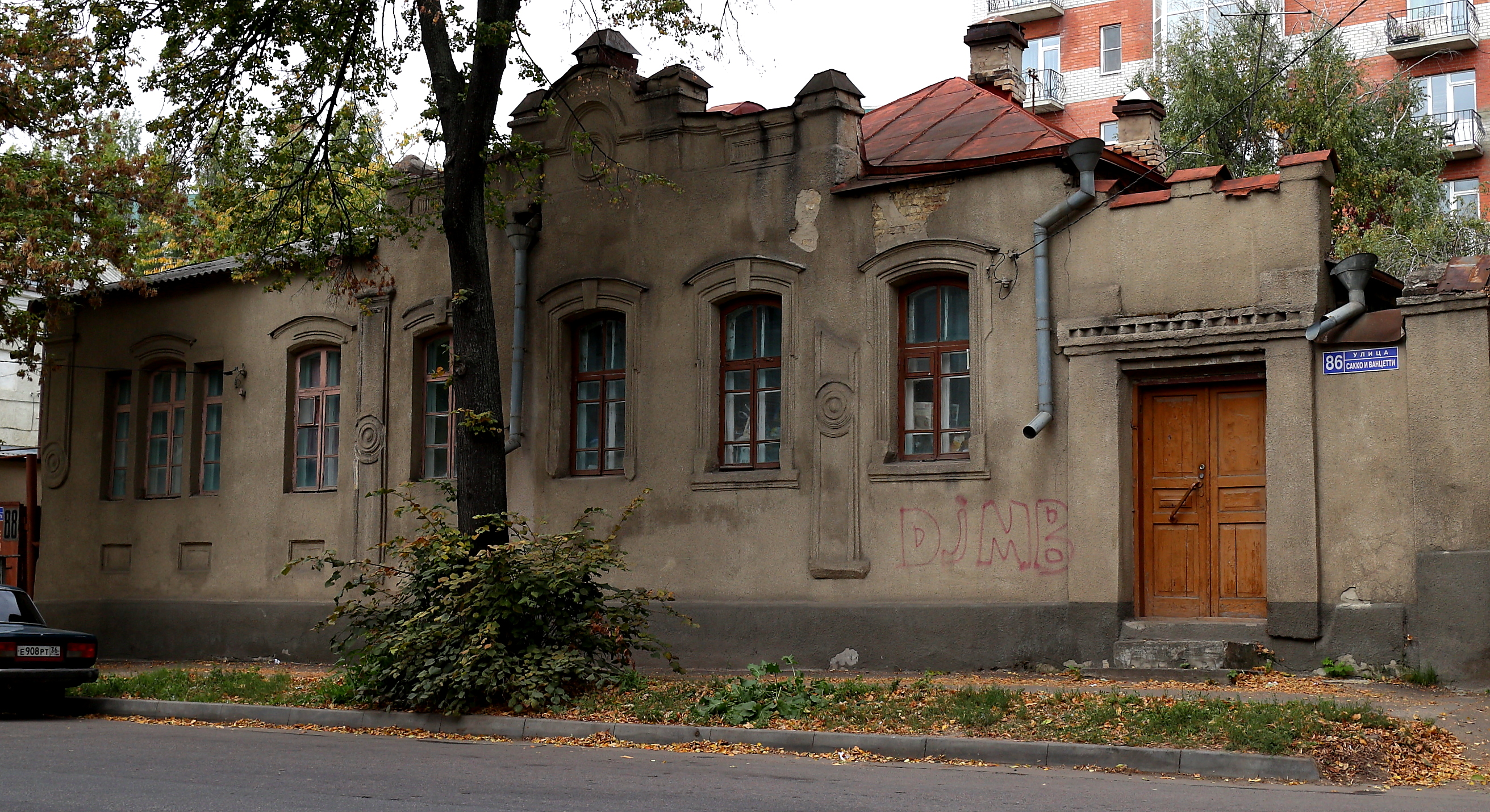
д. 86
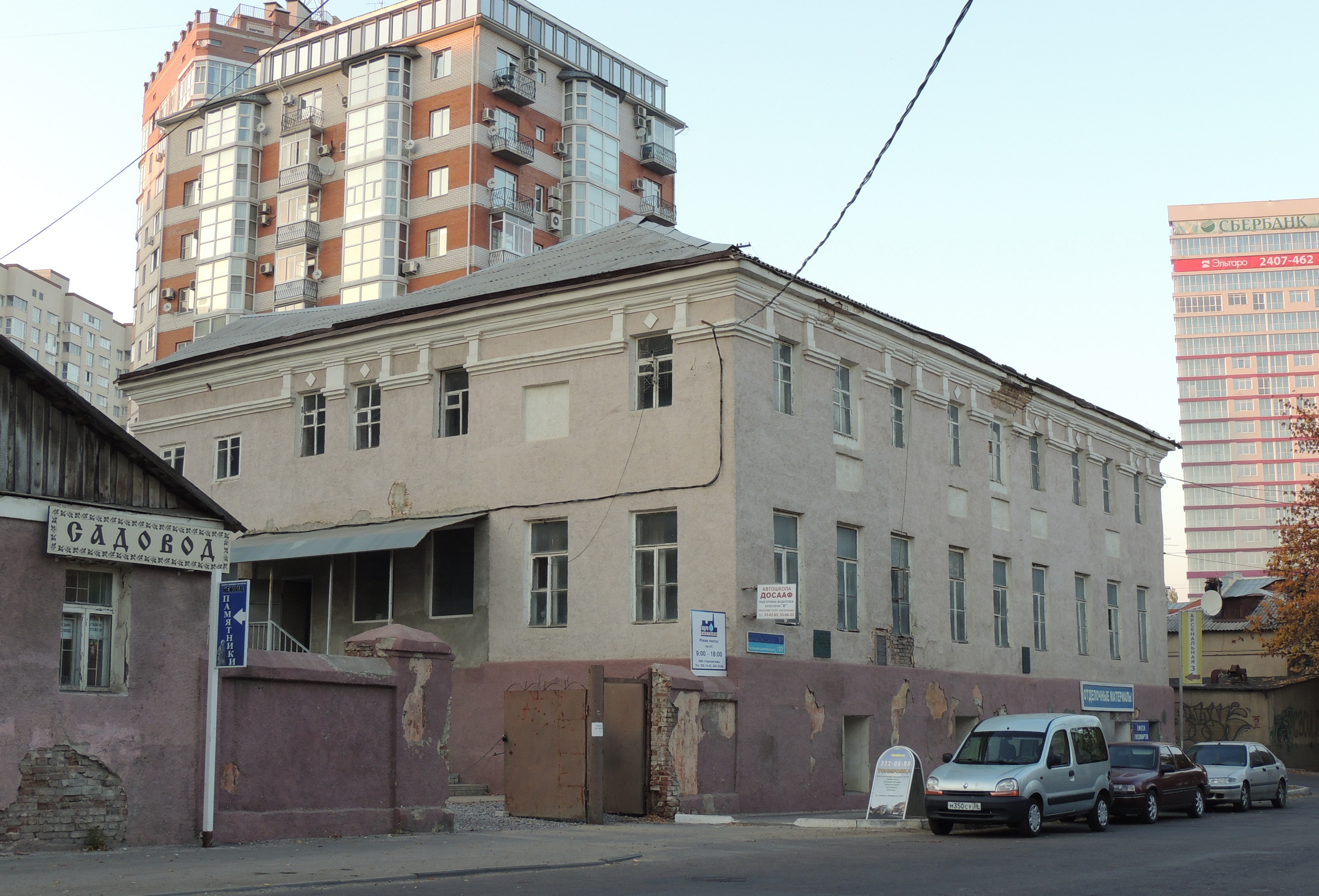
д 102. Главный дом усадьбы А. Б. Сонцова
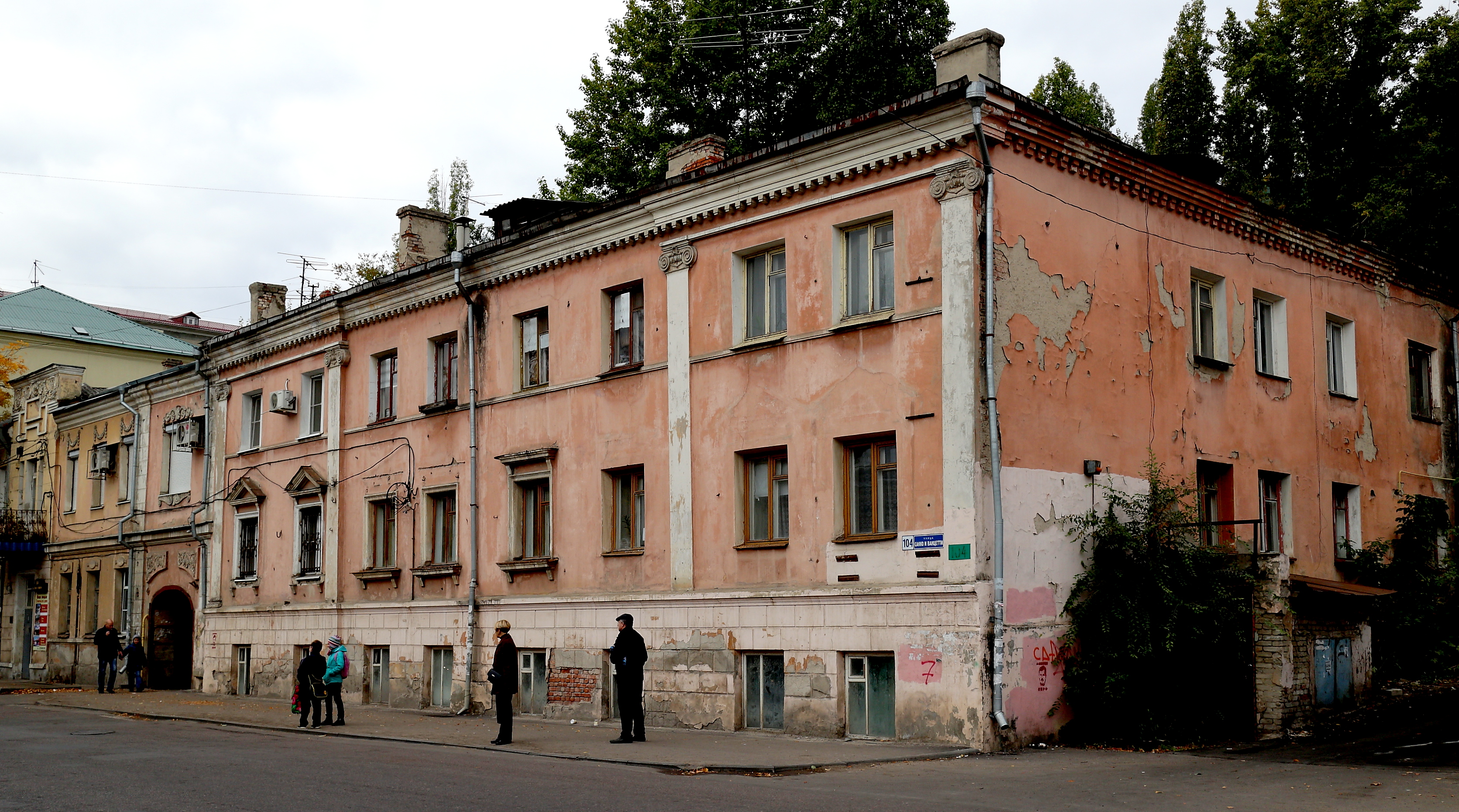
д. 104